# Edmílson dos Santos Silva
Edmílson dos Santos Silva (nacido el 15 de septiembre de 1982) es un futbolista brasileño que se desempeña como delantero.
Jugó para clubes como el Palmeiras, Albirex Niigata, Urawa Reds, Al-Gharafa, FC Tokyo, Vasco da Gama, Red Bull Brasil, Chapecoense, Cerezo Osaka y Sport Recife.

## Trayectoria

### Clubes
| Club            | País   | Año         |
| --------------- | ------ | ----------- |
| Palmeiras       | Brasil | 2001 - 2003 |
| Albirex Niigata | Japón  | 2004 - 2007 |
| Urawa Reds      | Japón  | 2008 - 2011 |
| Al-Gharafa      | Catar  | 2011 - 2012 |
| FC Tokyo        | Japón  | 2012        |
| Vasco da Gama   | Brasil | 2013 - 2014 |
| Red Bull Brasil | Brasil | 2015        |
| Chapecoense     | Brasil | 2015        |
| Cerezo Osaka    | Japón  | 2015        |
| Red Bull Brasil | Brasil | 2016        |
| Sport Recife    | Brasil | 2016        |